# Werner Jeker
 (février 2011).
Si vous disposez d'ouvrages ou d'articles de référence ou si vous connaissez des sites web de qualité traitant du thème abordé ici, merci de compléter l'article en donnant les références utiles à sa vérifiabilité et en les liant à la section « Notes et références ».
Werner Jeker est un graphiste, illustrateur et enseignant suisse, né le 25 décembre 1944 à Mümliswil dans le canton de Soleure. Il est membre de l'Alliance graphique internationale (AGI) depuis 1989. 

## Biographie
Après une formation de graphiste chez Hugo Wetli et l'obtention d'une bourse fédérale des arts appliqués en 1968, il s'installe comme indépendant en 1972.
En 1983, il crée avec les designers industriels Antoine Cahen et Claude Frossard Les Ateliers du Nord à Lausanne. Ils collaborent depuis sur des projets réunissant design graphique et industriel. 

## Activités
Particulièrement reconnu pour ses affiches et pour ses livres, Werner Jeker conçoit et réalise également des identités visuelles, des journaux et des scénographies d'expositions.
Il est également nommé maître principal de la classe de graphisme de l’École des beaux-arts de Lausanne en 1974, professeur à la Haute École des beaux-arts de Karlsruhe de 1995 à 1997 et professeur invité à l’École nationale supérieure des arts décoratifs (ENSAD) de Paris de 1997 à 1998. De 2003 à 2007 il a été coresponsable de la filière « communication visuelle » à la Haute école des arts de Berne (HEAB). 
En 2011, il fait don de plus de 300 affiches au Musée historique de Lausanne.

## Distinctions principales
- 1988 Infinity Award[4] décerné par le Centre international de la photographie de New York
- 1989 Premier prix du concours d’idées pour la nouvelle série de billets de banque suisse organisé par la Banque nationale suisse.
- 1991 Grand prix de la Fondation vaudoise pour la culture
- 2014 Prix culturel Leenaards

Plusieurs dizaines de ses affiches ont été primées et ont été acquises par des collections privées et publiques, dont le Museum of Modern Art (MoMA) de New York.